# Mamadou Koita
Mamadou Koita – burkiński piłkarz grający na pozycji pomocnika. W swojej karierze grał w reprezentacji Górnej Wolty.

## Kariera klubowa
W swojej karierze piłkarskiej Koita grał w klubie Étoile Filante Wagadugu.

## Kariera reprezentacyjna
W 1978 roku Koita został powołany do reprezentacji Górnej Wolty na Puchar Narodów Afryki 1978. W tym turnieju zagrał w dwóch meczach grupowych: z Nigerią (2:4), w którym strzelił gola i z Zambią (0:2).